# Рефиа-султан (дочь Абдул-Хамида II)
Рефия́-султа́н (тур. Refia Sultan; 15 июня 1891, Стамбул — 1938/1945, Бейрут) — седьмая дочь османского султана Абдул-Хамида II от его наложницы Сазкар Ханым-эфенди. Рефия была замужем за Али Фуад-беем, сыном военачальника Ахмеда Эюба-паши, от которого родила двоих дочерей. После изгнания династии Рефия с семьёй уехала в Бейрут, где и окончила свои дни.

## Биография

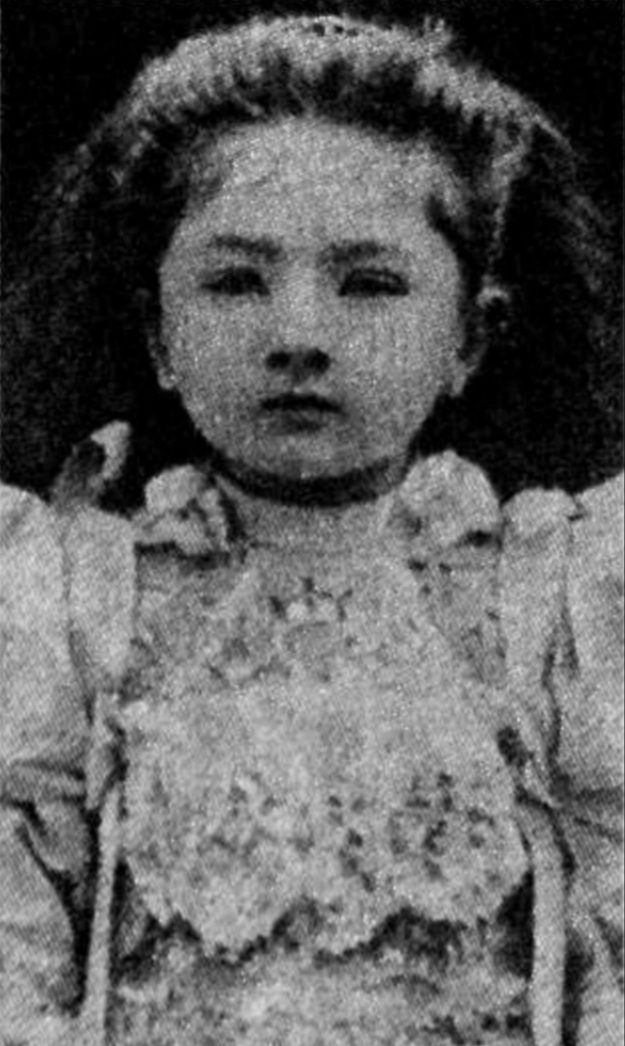
Рефия в детстве

Рефия-султан родилась по разным данным 13 или 15 июня 1891 года во дворце Йылдыз в Стамбуле в семье османского султана Абдул-Хамида II и его главной икбал Сазкар Ханым-эфенди. Рефия была единственным общим ребёнком своих родителей, однако у неё было 16 братьев и сестёр от других браков отца; кроме того, Рефия была младшей из дочерей султана, переживших младенчество и детские годы.
Когда Абдул-Хамида низложили в 1909 году, Рефия стала одной из трёх его дочерей, последовавших за отцом в изгнание на виллу Аллатини в Салониках. Однако уже на следующий 1910 год Рефия-султан вернулась в Стамбул вместе с сёстрами Айше-султан и Шадие-султан; турецкий историк Чагатай Улучай пишет, что причиной для возвращения стало обращение к правительству женихов девушек. Избранником Рефии-султан стал Али Фуад-бей, сын военачальника Ахмеда Эюба-паши, с которым она обручилась в последний год правления своего отца.
Чагатай Улучай отмечает, что никях был проведён в день возвращения девушек в Стамбул; кроме того, он пишет, что в тот же день никях был проведён и для Айше-султан. Однако турецкий историк Недждет Сакаоглу пишет, что Рефия стала женой Али Фуад-бея лишь в марте 1912 года; эту же дату указывает и османист Энтони Олдерсон. Супруги поселились в выделенном им особняке в Кызылтопраке, где родились их дочери Рабиа (1911—1998) и Хамиде (ок. 1918 — ок. 1936).

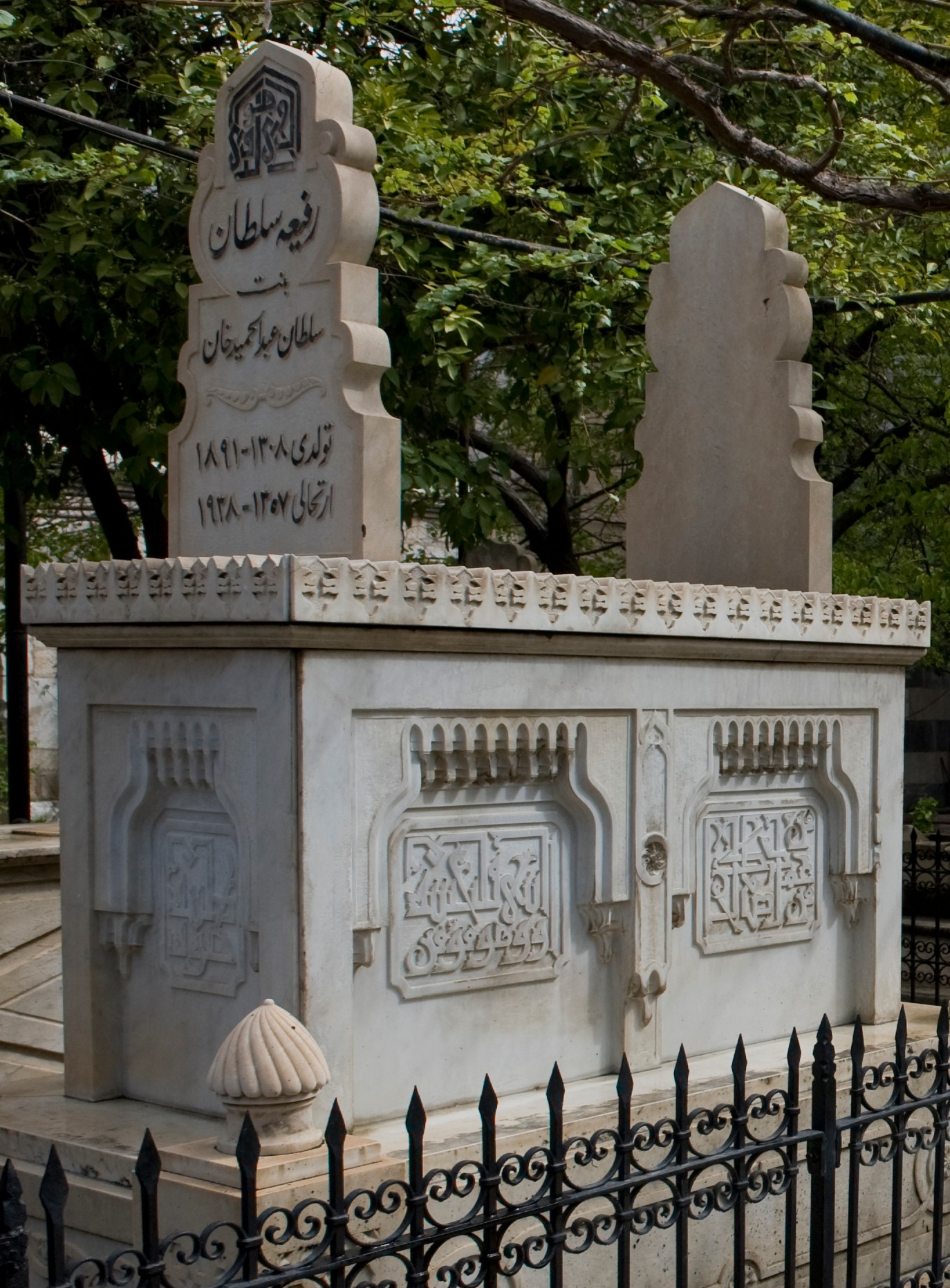
Могила Рефии в Дамаске

После упразднения султаната был издан «Закон № 431» от 3 марта 1924 года, по которому все прямые члены династии попали в списки принудительной депортации. Незадолго до изгнания к Рефие переехала её мать Сазкар и в 1924 году со всей семьёй Рефия покинула Стамбул. Они поселились по одним данным в Дамаске, по другим в Бейруте. Рефия-султан умерла в Бейруте, по разным данным в 1938 или 1945 году, и была похоронена на кладбище при мечети Султана Селима в Дамаске. Мать Рефии Сазкар Ханым-эфенди умерла в 1945 году и была похоронена рядом с дочерью. Согласно данным Улучая, старшая дочь Рефии-султан Рабиа замуж не выходила и после смерти матери вернулась в Стамбул, где и окончила свои дни; младшая — Хамиде — погибла в результате несчастного случая ещё при жизни Рефии.